# Шимчик, Францишек
Франци́шек Ксаве́рий Ши́мчик (пол. Franciszek Ksawery Szymczyk; 21 февраля 1892, Львов — 5 ноября 1976, Варшава) — польский трековый велогонщик, выступал за сборную Польши на всём протяжении 1920-х годов. Серебряный призёр летних Олимпийских игр в Париже в зачёте командной гонки преследования, многократный чемпион и призёр польского национального первенства в спринте.

## Биография
Францишек Шимчик родился 21 февраля 1892 года в городе Львове, входившем тогда в состав Австро-Венгрии. Окончил Киевский политехнический институт, работал инженером-технологом химической отрасли. Впоследствии переехал на постоянное жительство в Варшаву, присоединился к Варшавскому товариществу велосипедистов.
Впервые заявил о себе в 1921 году — стал в этом сезоне чемпионом Польши в спринте на треке. Год спустя благополучно защитил чемпионское звание.
Наивысшего успеха на взрослом международном уровне Шимчик добился в сезоне 1924 года, когда на польском трековом первенстве получил в спринтерской дисциплине серебряную медаль и благодаря череде удачных выступлений удостоился права защищать честь страны на летних Олимпийских играх в Париже. В зачёте командной гонки преследования вместе с партнёрами Томашем Станкевичем, Юзефом Ланге и Яном Лазарским выиграл стартовый заезд у гонщиков из Латвии, затем в четвертьфинале уступил Бельгии, но с лучшим временем всё же прошёл в полуфинальную стадию. В полуфинале они встретились с сильной командой Франции, но французы на первом же круге допустили падение и сразу же лишились всяких шансов на победу. Организаторы хотели провести заезд заново, но один из французских гонщиков травмировался и не смог, таким образом, выйти на старт. В решающем заезде полякам противостояла сборная Италии, победившая на предыдущей Олимпиаде и считавшаяся главным фаворитом соревнований — в течение первых шести кругов ни одна из команд не имела явного преимущества, однако на последних двух кругах итальянцы значительно увеличили темп и ожидаемо выиграли турнир. Также на парижской Олимпиаде стартовал в мужском спринте, но сумел дойти здесь лишь до стадии четвертьфиналов.
Став серебряным олимпийским призёром, Францишек Шимчик остался в основном составе польской национальной сборной и продолжил принимать участие в крупнейших международных гонках. Так, в 1925 году он одержал победу на гран-при в Лозанне и в зачёте польского национального первенства выиграл бронзовую медаль. В следующем сезоне стал в той же дисциплине вторым. В 1931 году принял решение завершить карьеру профессионального спортсмена.
Завершив спортивную карьеру, занимался проектированием велотреков, был членом президиума Национального олимпийского комитета, занимал должности вице-президента и президента коллегии судей Польского союза велосипедистов, автор нескольких книг и методических пособий по велоспорту. До глубокой старости продолжал ездить на велосипеде.
Умер 5 ноября 1976 года в Варшаве в возрасте 84 лет.